# Haarlem-Zandvoort Spoorweg Maatschappij
De Haarlem-Zandvoort Spoorweg Maatschappij (HZSM) was de eerste lokaalspoorwegmaatschappij in Nederland, opgericht op 29 november 1880 te Amsterdam. Deze maatschappij legde de spoorlijn Haarlem - Zandvoort aan, die werd geopend op 3 juni 1881.
In Haarlem had de HZSM een eigen station Haarlem Bolwerk, vlak voor de plek waar de spoorlijnen uit Zandvoort, Uitgeest en Rotterdam in samenkomen. Reeds vanaf de opening in 1881 reden de treinen door naar het HSM station Haarlem, met in de zomers van 1882, 1883, 1887 en 1888 enkele doorgaande treinen naar Amsterdam. In 1886 werd het station Haarlem Bolwerk gesloten en in 1905 gesloopt. Op 1 juni 1889 werd de HZSM door de HSM overgenomen.
De HZSM beschikte over een viertal locomotieven (Haarlem, Overveen, Zandvoort en Rudolph Sulzbach), 15 rijtuigen en twee gesloten goederenwagens. De locomotieven waren in 1881 (de eerste drie) en 1882 (de vierde) gebouwd door Borsig in Berlijn. De rijtuigen werden geleverd door Maschinenbau-AG Nürnberg te Neurenberg en de goederenwagens door Van der Zypen & Charlier te Deutz. Nadat de spoorlijn in 1889 door de HSM werd overgenomen, bleef het materieel in eigendom van de HZSM die het materieel in bruikleen aan de HSM gaf. In 1898 werd het materieel aan de HSM overgedaan, die de locomotieven in 1903 doorverkocht aan de Ahaus-Enscheder Eisenbahn Gesellschaft. De rijtuigen hebben zowel bij de HZSM als bij de HSM diverse verbouwingen ondergaan, vanwege gewijzigde behoeften aan de diverse klassen en ruimte voor bagage in de treinen.

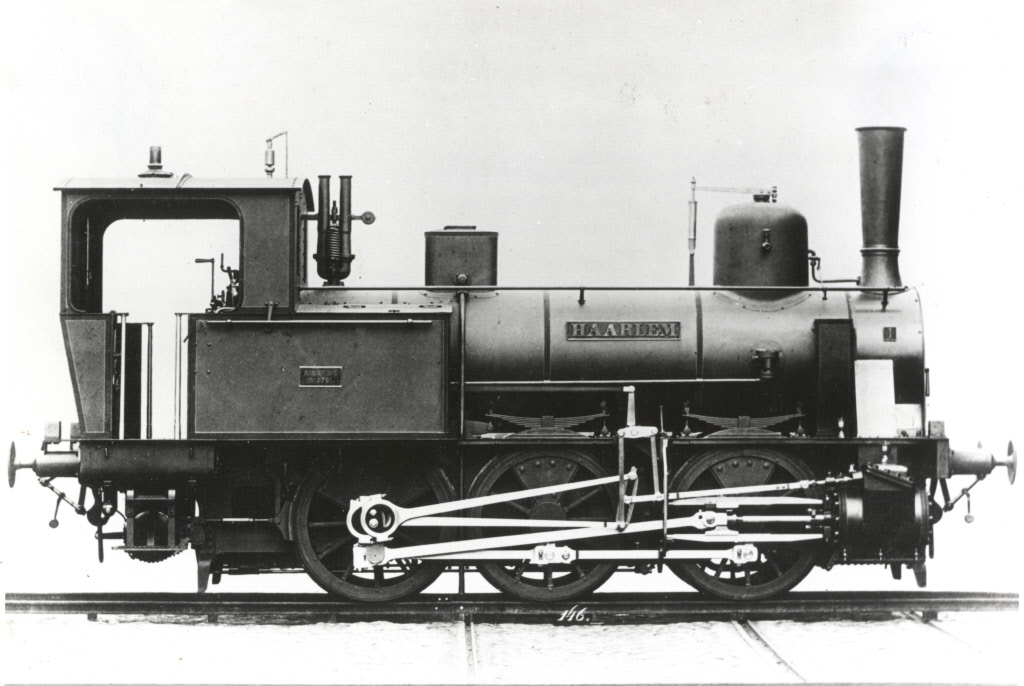
HZSM nr. 1 "Haarlem"